# Knut Fridell
Knut Hilding Fridell, född 8 september 1908 i Uddevalla, död där 3 februari 1992, var en svensk brottare, som blev olympisk guldmedaljör i fri stil 87 kg i Berlin 1936.
Vid medaljceremonin vid Berlinolympiaden delade Adolf Hitler ut en ekplanta till Fridell. Den står nu planterad framför Gamla idrottshallen i Uddevalla.
Fridell tränade och tävlade för Uddevalla IS.
1934 blev Fridell europeisk mästare i brottning.
Fridell var även aktiv roddare i Uddevalla roddklubb.